# Cirrenalia pygmea
Cirrenalia pygmea är en svampart som beskrevs av Kohlm. 1966. Cirrenalia pygmea ingår i släktet Cirrenalia och familjen Halosphaeriaceae.   Inga underarter finns listade i Catalogue of Life.